# Clinopodium omeiense
Clinopodium omeiense — вид квіткових рослин з родини глухокропивових (Lamiaceae).

## Біоморфологічна характеристика
Рослини кореневищні, багаторічні. Стебла прямі, 16–50 см, з пурпурно-червоним відтінком, основа рідко залозисто запушена, верхівка густо залозисто запушена. Листки: ніжки 6–13 мм; листкова пластинка яйцеподібна, 23–40 × 22–25 мм, гола чи майже так, густо запушена вздовж жилок адаксіально (верх), основа округла, край глибоко виступає зубчастий, верхівка загострена. Чашечка вузько-трубчаста, 5–6 мм, залозиста, жилки біло війчасті; верхні 3 зубці вузько трикутні, загнуті в плоді; нижні 2 трикутно-шилоподібні, розпростерті, ≈ 2/3 довжини чашечки. Віночок білий чи пурпуруватий, 8–9 мм, запушений, зів ≈ 2 мм ушир, верхня губа ≈ 1 мм. Горішки жовто-коричневі, зворотно-яйцюваті, ≈ 0,8 × 0,6 мм.

## Поширення
Ендемік пд.-цн. Китаю (Сичуань).
Населяє ліси; на висотах ≈ 1700 метрів.